# だれもが愛しいチャンピオン
『だれもが愛しいチャンピオン』（だれもがいとしいチャンピオン、スペイン語: Campeones）は、2018年のスペインのコメディドラマ映画。監督はハビエル・フェセル。主演はハビエル・グティエレス。

## 概要
知的障害者/身体障害者のバスケットボールチーム（障害者スポーツ）を題材としている。プロバスケットボール指導者である主人公が、当初は見下していた障害者との交流を通じて絆を深めていく物語である。600人の障害者の中からオーディションで選ばれた10人が出演しており、グロリア・ラモスなどの知的障害者、ヘスス・ビダルなどの身体障害者を登用している。

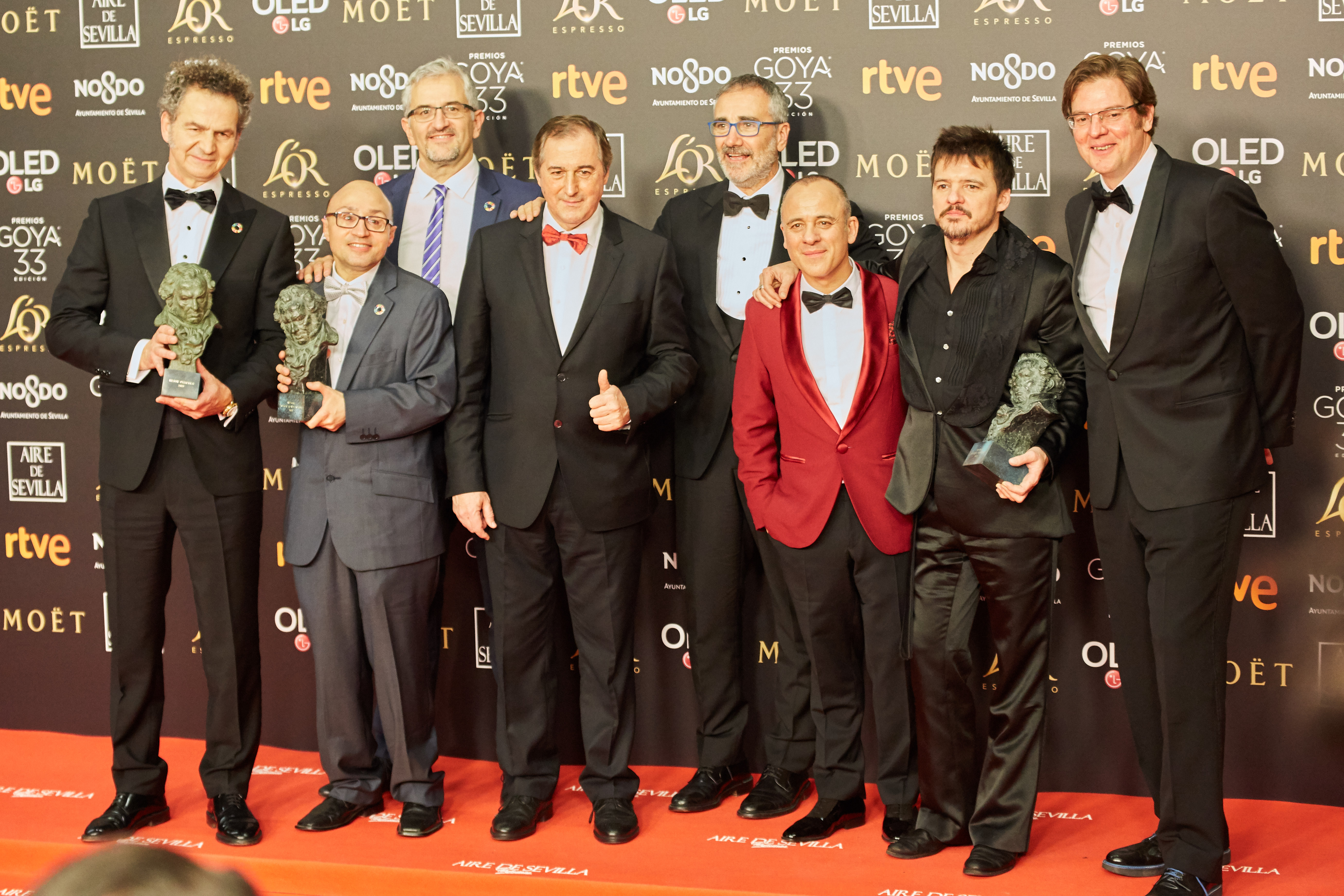
2019年のゴヤ賞

## 評価
スペインでは2018年4月6日に公開された。330万人の観客を集め、1910万ドルの興行収入を得たことで、2018年にスペインで封切られたスペイン語作品の中で最も興行収入の多い作品となった。インドの俳優兼映画プロデューサーであるアーミル・カーンはインドにおけるリメイクを計画している。
ゴヤ賞では11部門にノミネートされ、作品賞、新人男優賞（ヘスス・ビダル）、作曲賞（コケ・マリャ）の3部門を受賞した。ヘスス・ビダルはほとんど目が見えないが、障害を持つ俳優として初めてゴヤ賞を受賞した。第91回アカデミー賞における外国語映画賞のスペイン代表作品となったが、ノミネートは逃した。

## 受賞とノミネート
ゴヤ賞
| 年   | 部門             | 対象                                                           | 結果       |
| ---- | ---------------- | -------------------------------------------------------------- | ---------- |
| 2019 | 作品賞           | 作品賞                                                         | 受賞       |
| 2019 | 監督賞           | ハビエル・フェセル                                             | ノミネート |
| 2019 | 脚本賞           | ダビド・マルケス ハビエル・フェセル                            | ノミネート |
| 2019 | 主演男優賞       | ハビエル・グティエレス                                         | ノミネート |
| 2019 | 助演男優賞       | フアン・マルガージョ                                           | ノミネート |
| 2019 | 新人男優賞       | ヘスス・ビダル                                                 | 受賞       |
| 2019 | 新人女優賞       | グロリア・ラモス                                               | ノミネート |
| 2019 | 作曲賞           | コケ・マリャ                                                   | 受賞       |
| 2019 | 音響賞           | アルマン・シウダ チャーリー・シュムクラー アルフォンソ・ラポソ | ノミネート |
| 2019 | プロダクション賞 | ルイス・フェルナンデス・ラゴ                                   | ノミネート |
| 2019 | 編集賞           | ハビエル・フェセル                                             | ノミネート |